# 地域医療機能推進機構福岡ゆたか中央病院
地域医療機能推進機構福岡ゆたか中央病院（ちいきいりょうきのうすいしんきこうふくおかゆたかちゅうおうびょういん）は、独立行政法人地域医療機能推進機構が福岡県直方市に設置する病院。略称はJCHO福岡ゆたか中央病院（ジェイコーふくおかゆたかちゅうおうびょういん）。

## 診療科
- 内科
  - 高血圧・心臓病
  - 糖尿病
  - 胃・腸
  - リウマチ・膠原病
  - 甲状腺・内分泌
  - 一般内科
  - もの忘れ外来
- 呼吸器内科
  - 結核・喘息・肺気腫・肺癌
- 外科
  - 肝胆膵・消化管・肛門・乳腺・甲状腺・呼吸器
- 皮膚科
- 整形外科
- 眼科

## 医療機関の指定・認定
- 保険医療機関[1]
- 労災保険指定医療機関[1]
- 生活保護法指定医療機関（中国残留邦人等の円滑な帰国の促進並びに永住帰国した中国残留邦人等及び特定配偶者の自立の支援に関する法律（平成6年法律第30号）に基づく指定医療機関を含む。）[1]
- 結核指定医療機関[1]
- 戦傷病者特別援護法指定医療機関[1]
- 原子爆弾被害者一般疾病医療機関[1]
- 公害医療機関[1]
- DPC対象病院[1]
- 救急告示医療機関[1]
- 病院群輪番制参加医療機関[1]
- 第二種感染症指定医療機関[2]
- このほか、各種法令による指定・認定病院であるとともに、各学会の認定施設でもある。

## 交通アクセス
- 筑豊電気鉄道線「感田駅」より徒歩5分[3]